# 数据段
在采用段式内存管理的架构中，数据段（data segment）通常是指用来存放程序中已初始化的全局变量的一块内存区域。数据段属于静态記憶體分配。